# Stazione di Creel
La Stazione di Creel è una stazione ferroviaria nello Stato di Chihuahua in Messico. Fa parte della ferrovia Ojinaga-Topolobampo che è considerata una delle più panoramiche del Messico.

## Storia
La prima stazione di Creel venne inaugurata nel 1928, quando venne inaugurato il tratto Chihuahua-Creel, ed era una stazione terminale, in quanto la ferrovia terminava a Creel, la stazione si trova al km 564 da Ojinaga, ad un'altitudine di 2330 m s.l.m. 
Nel 1961, con l'apertura dell'ultima tratta Creel-San Pedro, venne costruita l'attuale nuova e più grande stazione passante. Nel 1940, il governo della Repubblica acquisì i diritti sulla Ferrovia Kansas City-Messico e Oriente e il 27 maggio 1952 prese possesso della linea gestita dalla Ferrovia Messico Nord Occidentale, integrandola nella Compagnia Ferroviaria di Chihuahua. Con questi diritti, nel 1955 nacque una nuova compagnia ferroviaria, che si chiamò Ferrocarril Chihuahua al Pacífico, gestita dalle NdeM, (Nacionales de Mexico), che poi cambieranno nome all'inizio degli '80 in FNM, (Ferrocarriles Nacionale de Mexico). Nel 1999, con la privatizzazione delle FMN da parte del Governo del Messico, la stazione e la linea Ojinaga-Chihuahua, passarono sotto la direzione della Ferromex. La stazione e la cittadina devono il loro nome al governatore di Chihuahua, Enrique Creel Cuilty, il principale promotore delle ferrovie nello stato.

## Strutture e impianti
La stazione dispone di due binari passanti, con un solo marciapiede al primo binario, è dotata, al suo interno, del servizio di biglietteria, e sala d'aspetto. È presente uno scalo merci con 4 binari, a un centinaio di metri dalla stazione.

## Movimento
Vi fermano tutti i treni passeggeri provenienti sia da Chihuahua, che da Los Mochis, (Sinaloa).

## Dintorini
- Sierra Tarahumara, (Barranca del Cobre)
- Sierra Madre Occidentale[2]

## Galleria d'immagini

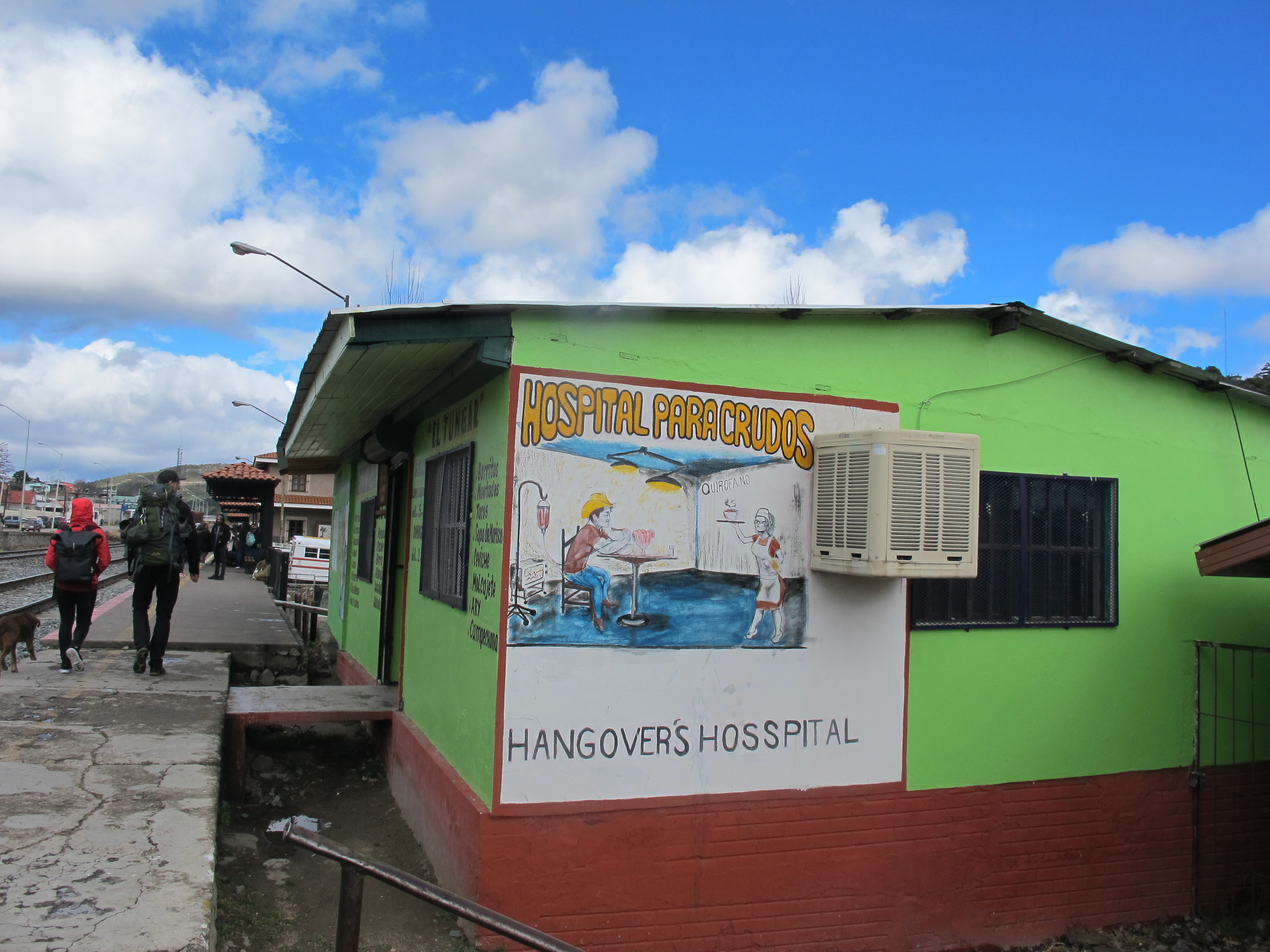
Binario 1 stazione di Creel nel 2017
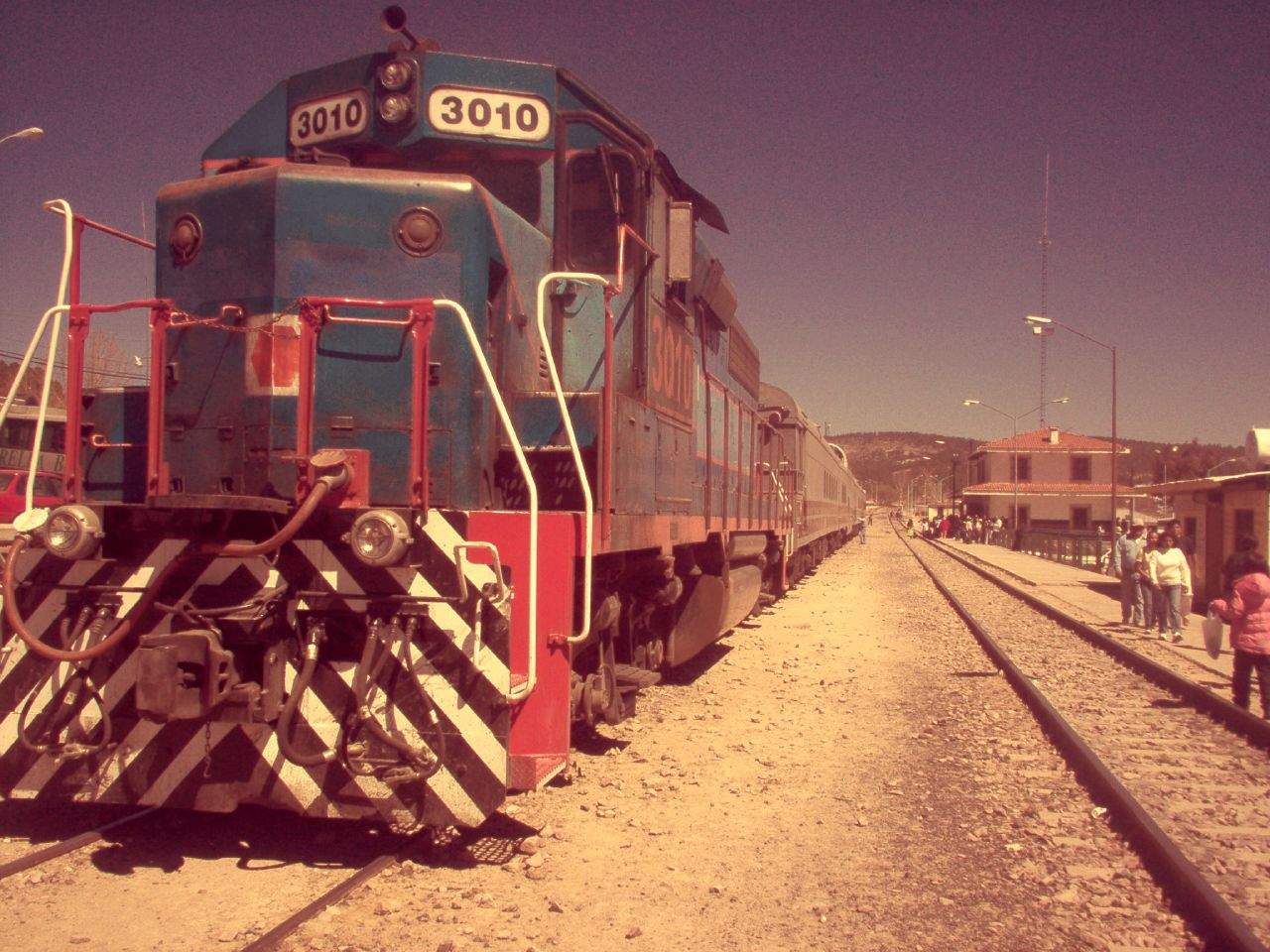
Stazione di Creel fine anni '80
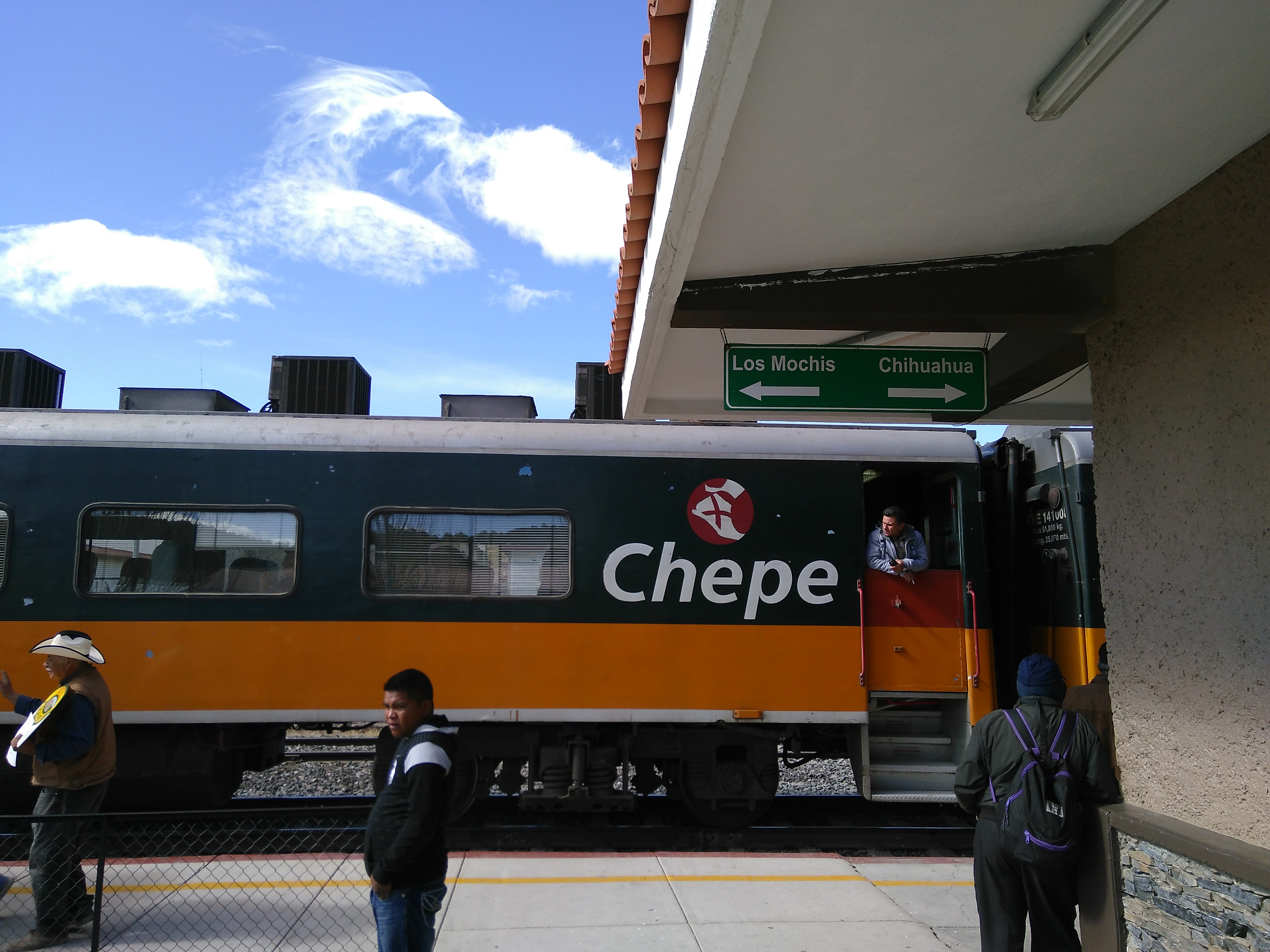
Treno di 1ª Classe alla stazione di Creel nel 2017
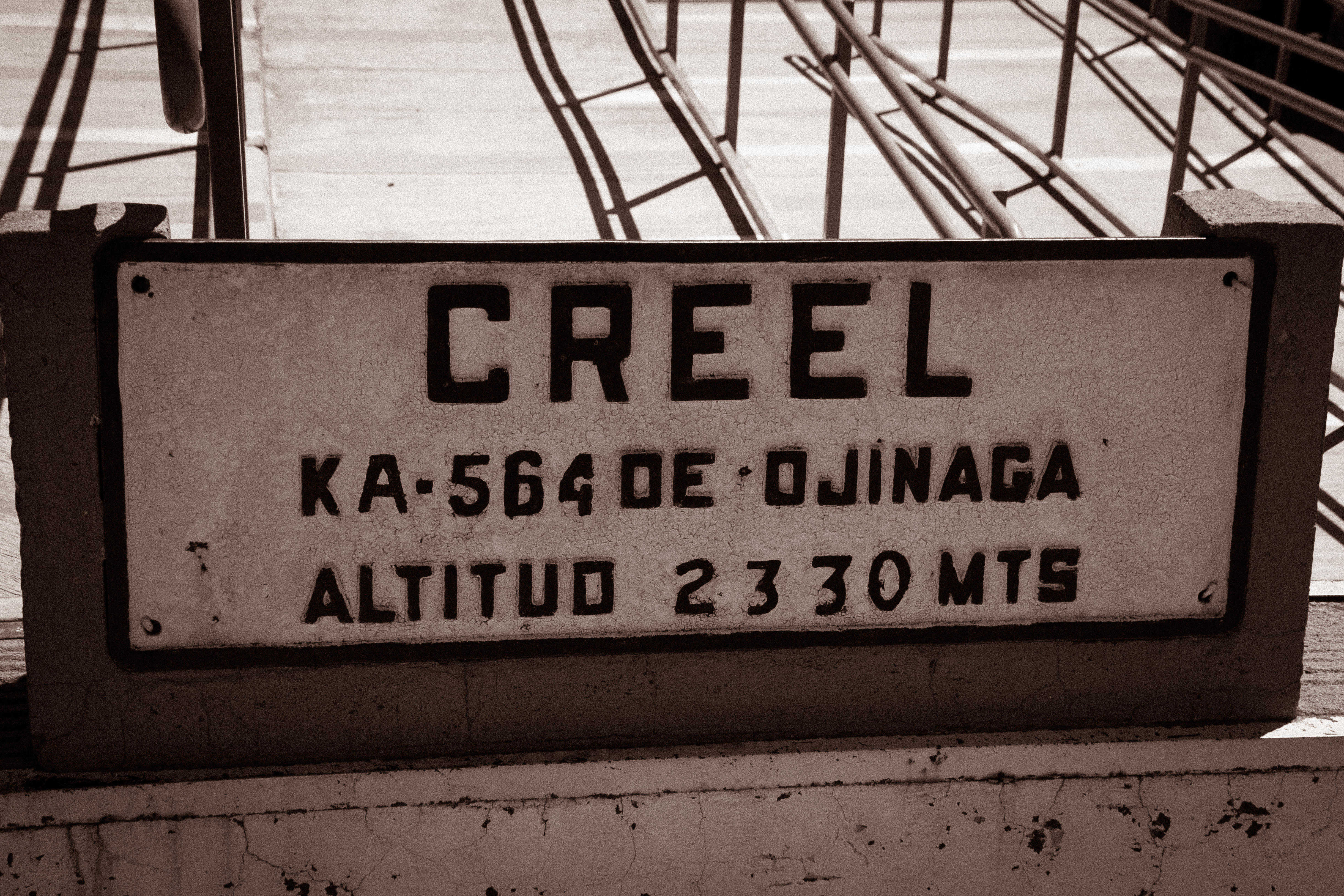
Tabella nominativa stazione di Creel